# Midden-Holland
Midden-Holland is de benaming voor een deel van het oosten van de Nederlandse provincie Zuid-Holland, gelegen rond de stad Gouda, met gemeenten Krimpenerwaard, Zuidplas, Bodegraven-Reeuwijk en Waddinxveen.

## Regio Midden-Holland
Binnen de regio Midden-Holland werken de gemeenten Gouda, Krimpenerwaard, Zuidplas, Bodegraven-Reeuwijk en Waddinxveen samen in de gemeenschappelijke regeling  Regio Midden-Holland. Het begin van de samenwerking dateert van 1970. Het dagelijks bestuur van de regio wordt gevormd door de burgemeesters van de deelnemende gemeentes.